# Dragojla Jarnevićová
Dragojla Jarnevićová (4 .ledna 1812 Karlovac – 12. března 1875 Karlovac) byla chorvatská spisovatelka a učitelka.

## Život
Po dokončení vzdělání v Karlovaci žila v několika evropských městech (Štýrský Hradec,Terst, Benátky), kde pracovala jako učitelka a vychovatelka v bohatých rodinách. Po návratu do Karlovacu se pokusila založit soukromou dívčí školu a poté ve svém vlastním domě vyučovala děti obou pohlaví. Zvýšila povědomí o potřebě lepšího vzdělání pro dívky.
Připojila se k ilyrskému neboli chorvatskému obrozeneckému hnutí, začala psát vlastenecké básně a texty v chorvatském jazyce a publikovat je v obrozeneckých časopisech, přestože byla vychována v německém jazyce a literatuře. Její román Dva pira s náměty z revolučních let 1848, napsaný v tradici romantismu, vyšel v Domobraně v roce 1864.
Nejcennějším literárním dílem je její intimní Deník, psaný s přestávkami v letech 1832 až 1874. Dvanáct set stran rukopisu obsahuje kromě autobiografických poznámek také zajímavé postřehy o významných současnících a poznámky k politickým událostem. Tento vzácný deník byl celý vydán teprve v roce 2000, kdy jej upravila a doplnila komentářem Irena Lukšićová. Dragojla Jarnevićová napsala také hry Veronika Desinićeva, Maria královna Uherska a Duvna, které, soudě podle názvů a jejího literárního talentu, byly velmi zajímavými a cennými literárními díly, ale nedochovaly se .
Byla průkopnicí chorvatského horolezectví a alpinismu. Byla první ženou, která vylezla (v roce 1843) na Okić z jižní, strmější strany. Tehdy neexistovalo žádné horolezecké vybavení, takže musela lézt po skalách bosa. Cesta jejího výstupu je dnes označena jako Dragojli cesta.

## Dílo
- sbírka povídek Domorodne poviesti, Karlovac, 1843.
- román Dva pira, Domobran, 1864.
- Život jedne žene. Odabrane strane Dnevnika. Zagreb 1958.
- Dnevnik. Karlovac 2000.